# جبل حداد (الظهار)

تعديل مصدري - تعديل

جبل حداد هي إحدى قرى عزلة انامر بمديرية الظهار التابعة لمحافظة إب، بلغ تعداد سكانها 852 نسمة حسب تعداد اليمن لعام 2004.